# (19155) Lifeson
(19155) Lifeson – planetoida z pasa głównego asteroid okrążająca Słońce w ciągu 4 lat i 58 dni w średniej odległości 2,59 j.a. Została odkryta 22 września 1990 roku w Palomar Observatory przez Briana Romana. Planetoida została nazwana imieniem Alexa Lifesona (ur. 1953), gitarzysty kanadyjskiego zespołu Rush. Przed nadaniem nazwy planetoida nosiła oznaczenie tymczasowe (19155) 1990 SX3.